# لنون ۴۱۴۷
سیارک ۴۱۴۷ (به انگلیسی: 4147 Lennon، نامگذاری:1983AY) چهار هزار و صد و چهل و هفتمین سیارک کشف شده‌است که در ۱۲ ژانویه ۱۹۸۳ کشف شد.
قدر مطلق سیارک برابر ۱۳٫۰۰ است.